# كاسبار أورسينوس فيليوس
كاسپار أورسينوس ڤيليوس (بالألمانية: Kaspar Ursinus Velius) (ق. 1493م في شفايدنيتز ، إمارة شفايدنيتز – 5 مارس 1539م في فيينا) كان عالمًا إنسانيًا وشاعرًا ومؤرخًا ألمانيًا ومعلمًا في البلاط الإمبراطوري. أما ظروف وفاته عام 1539م فتبقى غير واضحة؛ إذ غرق في نهر الدانوب، ويُحتمل أنه انتحر.

## حياته
بدأ حياته سكرتيرًا ليوحنا ثورزو (بالألمانية: Johann Thurzo) أسقف بريسلاو (بالألمانية: Breslau) شفايدنيتز (بالألمانية: Schweidnitz) في سيليزيا (سوفيدنيتسا حاليًا في بولندا). ثم أصبح لاحقًا مؤرخ البلاط وشاعر البلاط الرسمي في فيينا. وثّق حروب فرديناند الأول، إمبراطور الإمبراطورية الرومانية المقدسة، ضد يوحنا زاپولياي والإمبراطورية العثمانية في كتابه "دي بيللو پانونيكو" (باللاتينية: De Bello Pannonico) أي "في الحرب ضد الپانونيين" وهي منطقة تاريخية كانت جزءًا من الإمبراطورية الرومانية، وتشمل اليوم أجزاءً من المجر، وصربيا، وكرواتيا، وسلوفينيا، ونُشر الكتاب عام 1762م،  في طبعة أدام فرانتيشيك كولار (بالسلوفاكية: Adam František Kollár).
بعد أن بدأ الإمبراطور فرديناند الأول بإصلاح جامعة فيينا، عُرض على أورسينوس منصب أستاذ كرسي الخطابة. لكنه لم يعد إلى هناك إلا في عام 1524م، حيث ألقى محاضرات عن الكتّاب الرومان واليونانيين، ثم درّس لاحقًا القانون الروماني. وفي شتاء عام 1525م-1526م كان في أوفن، حيث انخرط أيضًا في الأوساط الأدبية هناك. وقد ضمّه رئيس الأساقفة لازلو سالكاي (ق.1475م–1526م) إلى دائرته الخاصة. وبعد معركة موهاكس عام 1526م، ومع مطالبة فرديناند الأول بعرش المجر، عُيّن أورسينوس مؤرخًا بلاطيًا رسميًا للإمبراطور. وألقى خطاب الاحتفال أثناء تتويج فرديناند في مدينة سيكشفهيرفار المجرية.
تخلى أورسينيوس عن منصبه الديني في الكنسية عام 1529م وتزوج في فيينا في نفس اليوم الذي بدأت فيه الحملة العثمانية الأولى لحصار المدينة. تمكن من الفرار إلى لينز، ثم عاد إلى فيينا بعد انتهاء الحصار للمشاركة في إصلاح الجامعة. وفي عام 1530م، شارك في البرلمان الامبراطوري (مجلس الريخستاغ) في أوغسبورغ بألمانيا. وعندما تُوّج فرديناند ملكًا للرومان والألمان عام 1531م، ألقى أورسينيوس خطاب الاحتفال. وفي العام نفسه، أصبح مربيًا لأبناء فرديناند.
كان صديقًا ليوحنا جوريتز (Corycius) (بالألمانية: Johannes Göritz)، وزار روما بوصفه شاعرًا ناشئًا يكتب باللاتينية الجديدة. 

## أعماله
نُشرت مجموعة قصائده عام وتتضمن قصائد متفرقة عن مناسبات مرتبطة بأحداث عائلية في بيت هابسبورغ، وملك بولندا، ورُعاة رفيعي المستوى. ومن اللافت أيضا فيها قصيدة عيد ميلاد موجهة إلى "إيرازموس من روتردام" (بالألمانية: Erasmus von Rotterdam). كما تضمنت قصائد مناسبات عن حياة الشاعر في روما وصداقاته في فيينا. وتتضمن مقولاته القصيرة على قصائد حب، وتُظهر علاقته بالفنون البصرية، مثل إشاراته إلى ألبريشت دورر ولوكاس كراناخ. وقد شملت الطبعة الكاملة أيضًا أشكالًا شعرية أخرى. ولا توجد سوى أجزاء صغيرة ذات طابع ديني، من بينها قصيدة طويلة مكتوبة بالسداسيات البطلمية تمجّد السيدة العذراء.
بعد عام 1522م، أصبحت مناصبه الرسمية أهم من الشعر. وفي سنة 1524م، نشر مجموعة من القصائد القصيرة الساخرة، تضمنت وصفًا لجماعة لاوكون في روما. وبصفته معارضًا للإصلاح الديني، نظم أنشودة مديح للبابا أدريان السادس عام 1523م. وفي عام 1527م، نشر قصيدة قصيرة للإمبراطور ينتقد فيه جماعة المعمدانيين. وفي عام 1525م، كتب عن معركة بافيا. وعبّر في قصيدةٍ بين عامي 1530م و1532م عن قلقه من الخطر العثماني. وبصفته مؤرخًا بلاطيًّا، نشر مجموعة بعنوان "أبيات شعرية من سطر واحد عن مملكة إيطاليا" (باللاتينية: Monosticha regnum Italiae) وغيرها عام 1528م، إلى جانب قصائد ثنائية السطر عن الأباطرة الرومان.
ألّف ڤيليوس أيضًا سرداً بعنوان "في مقتل الملك لويس وخراب المجر" (باللاتينية: De interitu Ludovici regis et clade Hungarie) عن وفاة لويس الثاني ملك المجر ومعركة موهاج 1526م، كما أبلغ صديقه نيكولاس أولاهوس في رسائله في مطلع عامي 1531م و1532م. ظلت المخطوطة مخفية لقرون، حتى اكتُشفت نسخة مشوهة ومُرقَّعة في "المكتبة الوطنية المجرية سيشيني" (OSZK) في عام 2018م وهي المكتبة الوطنية في المجر، وتقع في عاصمتها بودابست، وتُعدّ أهم مؤسسة لحفظ التراث الثقافي المطبوع والمخطوط المجري. وقد تُرجمت إلى اللغة المجرية في إطار نقد النصوص عام 2020م. 
أما عمله الرئيسي فهو تاريخ عن الإمبراطور فرديناند الأول، غير أن هذا المؤلَّف ظل غير مكتمل، وينتهي عند سنة 1531م.

## وفاته
عُثر على جثة ڤيليوس عام 1539م في فرع من نهر الدانوب في فيينا.

## روابط خارجية
- سيرة ذاتية بقلم غوستاف باوش (1886).
- Kurzbiographie Universität Mannheim.